# Mas de Mestre
El Mas de Mestre, Mas Baldrich o Mas de Calvo és una masia al municipi del Morell protegida com a bé cultural d'interès local. El mas de Mestre és un edifici de grans proporcions i que passà al llarg de la seva història per diferents mans, que com es veu, li donaren diferents noms. La part més important de la masia correspon a la casa pairal. Aquest edifici té tres pisos. La planta baixa presenta finestres quadrades amb petits balconets de forja que tenen la part exterior pintada amb blanc per a ressaltar la geometria de la façana. Els murs són arrebossats. El pis alt té les golfes típiques de les cases de pagès. La teulada sobresurt de la façana. El mas està emmurallat i a la porta d'entrada es pot veure la data de 1729, però això no obsta perquè no es pugui afirmar que la seva factura pugui ser més antiga. La casa conserva un bonic jardí orientat cap al sud, de proporcions força artístiques.

## Història
Un dels hereus dels Baldrich es casà amb Tecla Mestre Calvó. Aquesta era hereva dels Calvó de Vilallonga i de El Morell i, a més, propietaris de mas Calvó, conegut també com a "Mas de Mestres". Els capítols matrimonials foren atorgats a Tarragona el 26 de maig de 1836.